# Optisch pompen
Optisch pompen is een natuurkundig proces waarbij licht (fotonen) wordt gebruikt om elektronen in een atoom of molecuul te verplaatsen ("pompen") van een lager naar een hoger energieniveau. Deze techniek wordt veelvuldig toegepast in de constructie van lasers ter activatie van het lasermedium en om zo populatie-inversie te bereiken. De methode van het optisch pompen werd in de jaren 1950 uitgevonden door de Franse Nobelprijswinnaar Alfred Kastler.